# بيلي سكوت (مهندس)
بيلي سكوت (بالإنجليزية: Billy Scott)‏ هو مهندس أمريكي، ولد في 10 أكتوبر 1948 في سان بيرناردينو في الولايات المتحدة، وتوفي في 28 أبريل 2017.